# NBMA
Een nonbroadcast multiple access network (NBMA) is een computernetwerk waaraan meerdere hosts bevestigd zijn, maar waarin gegevens alleen van de ene host naar de andere host verstuurd kunnen worden over een virtueel circuit. In deze netwerken is geen multicast of broadcast mogelijk.
Enkele voorbeelden van dit soort netwerken zijn: ATM, Frame relay en X.25.